# Myotis laniger
Myotis laniger is een zoogdier uit de familie van de gladneuzen (Vespertilionidae). De wetenschappelijke naam van de soort werd voor het eerst geldig gepubliceerd door Peters in 1871.

## Voorkomen
De soort komt voor in China, Vietnam en India.